# Persone di nome Manuel/Calciatori
| Questa pagina contiene informazioni ricavate automaticamente dalle voci biografiche con l'ausilio del template Bio e di un bot. L'aggiornamento è periodico e automatico e ricostruisce completamente la pagina. Se manca una persona in questa lista, sei pregato di non aggiungerla, ma accertati piuttosto che la sua voce biografica contenga il template Bio e che i dati anagrafici siano correttamente compilati. Se il template Bio manca, inseriscilo tu stesso o, in alternativa, metti l'avviso {{tmp\|Bio}} che ne segnala la mancanza. Se i dati riportati sono sbagliati, correggi direttamente la voce biografica; le modifiche saranno visibili in questa lista entro pochi giorni. Per chiarimenti vedi il progetto antroponimi. La lista contiene solo le 237 persone che sono citate nell'enciclopedia e per le quali è stato implementato correttamente il template Bio. Pagina aggiornata al 22 lug 2025. |

Questa è una lista di persone presenti nell'enciclopedia che hanno il nome Manuel e sono calciatori.

## A(18)
- Manuel Abad, ex calciatore spagnolo (La Almunia de Doña Godina, n. 1960)
- Manuel Abaunza, ex calciatore nicaraguense (n. 1941)
- Manuel Abreu, ex calciatore uruguaiano (Minas, n. 1977)
- Ary Papel, calciatore angolano (Luanda, n. 1994)
- Junior Agogo, calciatore ghanese (Accra, n. 1979 - Londra, † 2019)
- Nolito, ex calciatore spagnolo (Sanlúcar de Barrameda, n. 1986)
- Manuel Akanji, calciatore svizzero (Neftenbach, n. 1995)
- Manuel Alday, calciatore spagnolo (San Sebastián, n. 1917 - † 1976)
- Manuel Almunia, ex calciatore spagnolo (Pamplona, n. 1977)
- Manuel Amoros, ex calciatore e allenatore di calcio francese (Nîmes, n. 1962)
- Manuel António, ex calciatore portoghese (Santo Tirso, n. 1946)
- Manuel Arana, ex calciatore spagnolo (Siviglia, n. 1984)
- Manuel Arboleda, ex calciatore colombiano (Buenaventura, n. 1979)
- Manuel Arteaga, calciatore venezuelano (Maracaibo, n. 1994)
- Manuel Astorga Carreño, ex calciatore cileno (Iquique, n. 1937)
- Manuel José Vieira, ex calciatore portoghese (Vila Nova de Gaia, n. 1980)
- Maneca, calciatore brasiliano (Salvador, n. 1926 - Rio de Janeiro, † 1961)
- Puma, ex calciatore portoghese (Lisbona, n. 1979)

## B(18)
- Manuel Badenes, calciatore spagnolo (Castellón de la Plana, n. 1928 - Castellón de la Plana, † 2007)
- Manuel Baldé, calciatore portoghese (Albufeira, n. 2002)
- Manuel Barreiro Bustelo, calciatore spagnolo (Santiago di Compostela, n. 1986)
- Manuel Barrenetxea, calciatore spagnolo (Plentzia, n. 1924 - Bilbao, † 1998)
- Manuel Batalla, ex calciatore spagnolo (Amposta, n. 1935)
- Manuel Battistini, calciatore sammarinese (Borgo Maggiore, n. 1994)
- Manuel Beloutas, calciatore uruguaiano
- Manuel Bento, calciatore portoghese (Golegã, n. 1948 - Barreiro, † 2007)
- Manuel Bermúdez Arias, calciatore spagnolo (Ferrol, n. 1936 - La Coruña, † 2016)
- Manuel Bihr, calciatore tedesco (Herrenberg, n. 1993)
- Manuel Bleda, calciatore spagnolo (Massamagrell, n. 1990)
- Manuel Botubot, ex calciatore spagnolo (Cadice, n. 1955)
- Manuel Brondo, calciatore argentino (Villa Eduardo Madero, n. 2002)
- Manu Bueno, calciatore spagnolo (Jerez de la Frontera, n. 2004)
- Manuel Bueno, ex calciatore spagnolo (Siviglia, n. 1940)
- Manuel Bühler, ex calciatore svizzero (Medellín, n. 1983)
- Manuel Borja Calbar Simón, ex calciatore spagnolo (Vigo, n. 1981)
- Tico-Tico, ex calciatore mozambicano (Maputo, n. 1973)

## C(15)
- Manuel Cabit, ex calciatore francese (Fort-de-France, n. 1993)
- Manuel Caldeira, calciatore portoghese (Vila Real de Santo António, n. 1926 - Faro, † 2014)
- Manuel Camacho, calciatore messicano (n. 1929 - † 2008)
- Manuel Canabal, ex calciatore spagnolo (Forcarei, n. 1974)
- Manuel Capasso, calciatore argentino (Buenos Aires, n. 1996)
- Manuel Carrasco, calciatore spagnolo (n. 1894)
- Lillo Castellano, calciatore spagnolo (Aspe, n. 1989)
- Manuel Cervantes, ex calciatore spagnolo (Irún, n. 1957)
- Manuel Chorens, calciatore cubano (La Coruña, n. 1916)
- Manuel Clarés, ex calciatore spagnolo (Madrid, n. 1948)
- Manuel Corrales, calciatore peruviano (Lima, n. 1982)
- Correia Dias, calciatore portoghese (Ovar, n. 1919)
- Manuel António Couto Guimarães, ex calciatore portoghese (Porto, n. 1967)
- Locó, calciatore angolano (Luanda, n. 1984)
- Né Lopes, calciatore portoghese (Braga, n. 2000)

## D(15)
- Manuel Curto, ex calciatore portoghese (Torres Vedras, n. 1986)
- Manuel da Costa, ex calciatore portoghese (Saint-Max, n. 1986)
- Manuel De Iriondo, calciatore argentino (Santa Fe, n. 1993)
- Manuel De Luca, calciatore italiano (Bolzano, n. 1998)
- Manuel Doménech Pinto, calciatore e allenatore di calcio spagnolo (Castelló de la Plana, n. 1925 - † 2005)
- Manuel dos Santos, ex calciatore francese (Praia, n. 1974)
- Manuel Duarte, calciatore portoghese (Celorico da Beira, n. 1945 - Fafe, † 2022)
- Manuel Agustín Duarte, calciatore argentino (La Plata, n. 2001)
- Obina, ex calciatore brasiliano (Vera Cruz, n. 1983)
- Manuel Fernández Valderrama, calciatore spagnolo (Madrid, n. 1902)
- Manuel Luís Cafumana, calciatore angolano (Luanda, n. 1999)
- Manuel Lopes, ex calciatore mozambicano (Maputo, n. 1982)
- Casoto, calciatore portoghese
- Manuel dos Anjos, calciatore portoghese (n. 1913)
- Manuel Luís dos Santos, ex calciatore portoghese (Setúbal, n. 1943)

## F(14)
- Manuel Feil, calciatore tedesco (Augusta, n. 1994)
- Manuel Fernandes, ex calciatore portoghese (Lisbona, n. 1986)
- Alex Fernández, ex calciatore colombiano (Medellín, n. 1970)
- Manuel Fernández, calciatore uruguaiano (Montevideo, n. 1989)
- Manuel Fernández, calciatore spagnolo (Barakaldo, n. 1914 - Sant Hipòlit de Voltregà, † 1961)
- Manuel Fernández, calciatore e allenatore di calcio spagnolo (Lada, n. 1922 - L'Étrat, † 1971)
- Manuel Ferreira, calciatore argentino (Trenque Lauquen, n. 1905 - Barcellona, † 1983)
- Manuel Ferreiro, calciatore argentino (n. 1916)
- Manuel Fischnaller, calciatore italiano (Bolzano, n. 1991)
- Manuel Fonseca e Castro, calciatore portoghese (Santo Tirso, n. 1906)
- Manuel Friedrich, ex calciatore tedesco (Bad Kreuznach, n. 1979)
- Manu Fuster, calciatore spagnolo (Valencia, n. 1997)
- Mani Hernandez, ex calciatore spagnolo (Madrid, n. 1948)
- Pahiño, calciatore spagnolo (Vigo, n. 1923 - Madrid, † 2012)

## G(14)
- Manuel González Etura, ex calciatore spagnolo (Sestao, n. 1934)
- Manu García, calciatore spagnolo (Oviedo, n. 1998)
- Manu García, ex calciatore spagnolo (Vitoria, n. 1986)
- Manuel Pablo García, ex calciatore argentino (Brinkmann, n. 1980)
- Manuel García, calciatore argentino (Nueve de Julio, n. 1999)
- Manuel Garriga, calciatore francese (Sidi Bel Abbes, n. 1925 - Pau, † 2018)
- Manuel Gaspar Costa, calciatore angolano (n. 1989)
- Manuel Gaspar Haro, ex calciatore spagnolo (Malaga, n. 1981)
- Manuel Gavilán, calciatore paraguaiano (n. 1921 - † 2010)
- Manuel Geldes, calciatore cileno
- Manuel Pedro Gomes, ex calciatore e allenatore di calcio portoghese (Torres Novas, n. 1941)
- Manuel Guanini, calciatore argentino (La Plata, n. 1996)
- Manuel Gulde, calciatore tedesco (Mannheim, n. 1991)
- Manuel Gutiérrez, calciatore messicano (n. 1920)

## H(5)
- Manuel Haas, calciatore austriaco (Salisburgo, n. 1996)
- Manuel Haro, calciatore e allenatore di calcio spagnolo (Siviglia, n. 1931 - Jaén, † 2013)
- Manuel Hermida Losada, calciatore spagnolo (Gondomar, n. 1924 - † 2005)
- Súper, calciatore spagnolo (Siviglia, n. 1991)
- Manu Herrera, calciatore spagnolo (Madrid, n. 1981)

## I(3)
- Manuel Ibarra, ex calciatore cileno (Graneros, n. 1977)
- Manuel Iturra, ex calciatore cileno (Temuco, n. 1984)
- Manuel Iturri, calciatore argentino (Provincia del Chaco)

## J(7)
- Manuel Jamuana, calciatore angolano (Angola, n. 1984)
- Fernando Jara, calciatore cileno (Valparaíso, n. 1930 - Vitacura, † 2023)
- Manolo Jiménez Soria, ex calciatore andorrano (Andorra la Vella, n. 1976)
- Manuel Jiménez Abalo, ex calciatore spagnolo (Vilagarcía de Arousa, n. 1956)
- Jiménez, calciatore spagnolo (Siviglia, n. 1941 - Vigo, † 2021)
- Manu Silva, calciatore portoghese (Santa Maria da Feira, n. 2001)
- Manuel Junglas, calciatore tedesco (Colonia, n. 1989)

## K(3)
- Manuel Keliano, calciatore angolano (Luanda, n. 2003)
- Manuel Konrad, calciatore tedesco (Illertissen, n. 1988)
- Manuel Kuttin, calciatore austriaco (Spittal an der Drau, n. 1993)

## L(9)
- Gibran Lajud, calciatore messicano (Città del Messico, n. 1993)
- Manuel Lanzarote, ex calciatore spagnolo (Barcellona, n. 1984)
- Manuel Lanzini, calciatore argentino (Ituzaingó, n. 1993)
- Manuel Lazzari, calciatore italiano (Valdagno, n. 1993)
- Manuel León, calciatore guatemalteco (Città del Guatemala, n. 1987)
- Manuel Llano, calciatore argentino (Rosario, n. 1999)
- Manuel Locatelli, calciatore italiano (Lecco, n. 1998)
- Manuel Lucena, ex calciatore spagnolo (Granada, n. 1982)
- Manuel López Llamosas, calciatore spagnolo (n. 1900 - † 1975)

## M(29)
- Manuel António Machado, ex calciatore angolano (Luanda, n. 1985)
- Manuel Machuca, calciatore cileno (n. 1924 - † 1985)
- Manuel Maciel, calciatore paraguaiano (San Miguel, n. 1984)
- Manuel Mancini, ex calciatore italiano (Roma, n. 1983)
- Manuel Fernández Muñiz, ex calciatore spagnolo (Gijón, n. 1986)
- Manuel Maranda, calciatore austriaco (n. 1997)
- Manuel Marani, ex calciatore sammarinese (Serravalle, n. 1984)
- Manuel Marcuz, ex calciatore italiano (Pordenone, n. 1972)
- Rui Marques, ex calciatore angolano (Luanda, n. 1977)
- Manuel Marras, calciatore italiano (Genova, n. 1993)
- Manuel Martic, calciatore austriaco (Steyr, n. 1995)
- Manuel Martin, calciatore statunitense (Bristol, n. 1917 - Fall River, † 1997)
- Manuel Martínez Lara, ex calciatore spagnolo (Bigastro, n. 1980)
- Manuel Martínez Iñiguez, ex calciatore messicano (Guadalajara, n. 1972)
- Manuel Martínez Canales, calciatore spagnolo (Getxo, n. 1928 - Saragozza, † 2014)
- Manny Matos, ex calciatore statunitense (Mineola, n. 1953)
- Alejandro Mayorga, calciatore messicano (Durango, n. 1997)
- Manuel Meana, calciatore spagnolo (Gijón, n. 1901 - † 1985)
- Manuel Namora, calciatore portoghese (Porto, n. 1998)
- Manuel Mesa, ex calciatore spagnolo (San Roque, n. 1952)
- Manuel Mestre, calciatore e allenatore di calcio spagnolo (Oliva, n. 1935 - Oliva, † 2008)
- Manuel Milana, ex calciatore italiano (Roma, n. 1971)
- Manuel David Milinković, ex calciatore serbo (Antibes, n. 1994)
- Manu Molina, calciatore spagnolo (Huelva, n. 1991)
- Manuel Monzeglio, calciatore uruguaiano (Santa Lucía, n. 2001)
- Manuel Moreno Rodríguez, calciatore spagnolo (Cordova, n. 1928)
- Manu Morlanes, calciatore spagnolo (Saragozza, n. 1999)
- Manuel Muñoz, calciatore cileno (Tocopilla, n. 1928 - Tocopilla, † 2022)
- Manuel Mónaco, calciatore argentino (Bragado, n. 2002)

## N(6)
- Manuel Negrete, ex calciatore messicano (Ciudad Altamirano, n. 1959)
- Manuel Neira, ex calciatore cileno (Santiago del Cile, n. 1977)
- Manuel Neuer, calciatore tedesco (Gelsenkirchen, n. 1986)
- Manuel Capela, calciatore portoghese (n. 1922)
- Manuel Nogueras Carretero, calciatore spagnolo (La Puebla de Cazalla, n. 1903 - † 1982)
- Manuel Nájera, ex calciatore messicano (n. 1952)

## O(7)
- Manuel Ortiz Toribio, ex calciatore spagnolo (Huelva, n. 1984)
- Manuel Olivares, calciatore e allenatore di calcio spagnolo (Son Servera, n. 1909 - Madrid, † 1976)
- Manuel Onwu, ex calciatore spagnolo (Tudela, n. 1988)
- Manuel Ormazábal, ex calciatore cileno (Santiago, n. 1983)
- Manuel Ortlechner, ex calciatore austriaco (Ried im Innkreis, n. 1980)
- Manuel Osifo, calciatore belga (n. 2003)
- Manuel Ott, calciatore tedesco (Monaco di Baviera, n. 1992)

## P(15)
- Manuel Pablo, ex calciatore spagnolo (Arucas, n. 1976)
- Manuel Palacios, calciatore colombiano (Quibdó, n. 1993)
- Manuel Palavecino, calciatore argentino (Buenos Aires, n. 2003)
- Manuel Pamić, calciatore croato (Žminj, n. 1986)
- Manuel Panaro, calciatore argentino (Bolívar, n. 2001)
- Manuel Passos, calciatore portoghese (Machico, n. 1922 - † 1980)
- Manuel Pazos, calciatore spagnolo (Cambados, n. 1930 - Elche, † 2019)
- Manuel Pelegrina, calciatore argentino (San Vicente, n. 1919 - La Plata, † 1992)
- Manuel Perez, ex calciatore francese (Grenoble, n. 1991)
- Manuel Peña, calciatore spagnolo (Sarria, n. 1965 - Ponferrada, † 2012)
- Manuel Pfeifer, calciatore austriaco (Hartberg, n. 1999)
- Manuel Polster, calciatore austriaco (Vienna, n. 2002)
- Manuel Prats, calciatore spagnolo (Portugalete, n. 1902 - † 1976)
- Manuel Prietl, ex calciatore austriaco (Deutschlandsberg, n. 1991)
- Manuel Pucciarelli, calciatore italiano (Montemurlo, n. 1991)

## R(13)
- Manuel Redondo, ex calciatore spagnolo (Siviglia, n. 1985)
- Manuel Reina Rodríguez, calciatore spagnolo (Villanueva del Trabuco, n. 1985)
- Manuel Riemann, calciatore tedesco (Mühldorf am Inn, n. 1988)
- Manuel Rivera, ex calciatore peruviano (Lima, n. 1978)
- Manuel Roa, calciatore cileno (n. 1929 - Villa Alemana, † 2017)
- Manuel Rodrigues, calciatore portoghese (n. 1905)
- Manolo Rodríguez Alfonso, ex calciatore spagnolo (Cangas, n. 1947)
- Manuel Roffo, calciatore argentino (Venado Tuerto, n. 2000)
- Manuel Antonio Rojas, ex calciatore cileno (Santiago del Cile, n. 1954)
- Manuel Rosas Arreola, ex calciatore messicano (Guadalajara, n. 1983)
- Manuel Rosas, calciatore messicano (Città del Messico, n. 1908 - Città del Messico, † 1989)
- Manuel Ruiz Sosa, calciatore e allenatore di calcio spagnolo (Coria del Río, n. 1937 - Siviglia, † 2009)
- Manuel Ruz, ex calciatore spagnolo (Valencia, n. 1986)

## S(22)
- Amani Aguinaldo, calciatore filippino (Las Piñas, n. 1995)
- Manuel Saavedra, calciatore cileno (Los Andes, n. 1941 - † 2011)
- Manuel Sagarzazu, calciatore spagnolo (Hondarribia, n. 1903 - † 1990)
- Manuel Salazar, ex calciatore salvadoregno (San Salvador, n. 1986)
- Manuel Sanchís Martínez, calciatore spagnolo (Alberic, n. 1938 - Madrid, † 2017)
- Manuel Sanchís Hontiyuelo, ex calciatore spagnolo (Madrid, n. 1965)
- Manuel Sanhouse, ex calciatore venezuelano (Mérida, n. 1975)
- Manuel Sapunga, calciatore equatoguineano (n. 1992)
- Manuel Scavone, calciatore italiano (Bolzano, n. 1987)
- Manuel Schäffler, calciatore tedesco (Fürstenfeldbruck, n. 1989)
- Manuel Schmid, ex calciatore austriaco (Kitzbühel, n. 1981)
- Manuel Schmiedebach, calciatore tedesco (Berlino Ovest, n. 1988)
- Manuel Seidl, ex calciatore austriaco (Kirchschlag, n. 1988)
- Manuel Seoane, calciatore e allenatore di calcio argentino (Piñeiro, n. 1902 - Quilmes, † 1975)
- Manuel Francisco Serra, calciatore portoghese (Lisbona, n. 1935 - † 1994)
- Manuel Soares dos Reis, calciatore portoghese (Penafiel, n. 1910 - † 1990)
- Manuel Soeiro, calciatore portoghese (Barreiro, n. 1909 - † 1977)
- Manuel Spinale, ex calciatore italiano (Verona, n. 1978)
- Manuel Stiefler, calciatore tedesco (Bayreuth, n. 1988)
- Manuel Sutter, calciatore austriaco (Bregenz, n. 1991)
- Manuel Sánchez López, calciatore spagnolo (Cordova, n. 1988)
- Manu Sánchez, calciatore spagnolo (Madrid, n. 2000)

## T(7)
- Manuel José Tavares Fernandes, calciatore e allenatore di calcio portoghese (Sarilhos Pequenos, n. 1951 - Lisbona, † 2024)
- Manuel Thurnwald, calciatore austriaco (Vienna, n. 1998)
- Manuel Torres Jiménez, calciatore spagnolo (La Algaba, n. 1991)
- Manuel Torres, ex calciatore panamense (Panama, n. 1978)
- Manuel Torres Pastor, calciatore spagnolo (Teruel, n. 1930 - † 2014)
- Manu Torres, ex calciatore spagnolo (Torremolinos, n. 1989)
- Manu Trigueros, calciatore spagnolo (Talavera de la Reina, n. 1991)

## U(2)
- Manuel Ugarte, calciatore uruguaiano (Montevideo, n. 2001)
- Manuel Uquillas, ex calciatore ecuadoriano (Guayaquil, n. 1963)

## V(11)
- Chuli, ex calciatore spagnolo (Huelva, n. 1991)
- Manuel Valencia, ex calciatore colombiano (Florida, n. 1977)
- Manu Vallejo, calciatore spagnolo (Chiclana de la Frontera, n. 1997)
- Manuel Varela, calciatore uruguaiano
- Manuel Vargas, calciatore panamense (Panama, n. 1991)
- Manuel Vasques, calciatore portoghese (Barreiro, n. 1926 - † 2003)
- Manuel Velázquez, calciatore spagnolo (Madrid, n. 1943 - Fuengirola, † 2016)
- Manuel Vicentini, calciatore argentino (Sanford, n. 1990)
- Manuel Vidal Hermosa, calciatore spagnolo (Bilbao, n. 1901 - † 1965)
- Manuel Villalobos, calciatore cileno (Iquique, n. 1980)
- Manuel Viniegra, ex calciatore messicano (Monterrey, n. 1988)

## W(3)
- Manuel Wallner, calciatore austriaco (Klagenfurt, n. 1988)
- Manuel Weber, ex calciatore austriaco (Villaco, n. 1985)
- Manuel Wintzheimer, calciatore tedesco (Arnstein, n. 1999)

## Á(1)
- Manuel Álvarez, calciatore cileno (n. 1928 - † 1998)